# 高橋トオル
髙橋 トオル（たかはし とおる、1984年1月9日 - ）は、日本の男性声優、気象予報士。旧芸名は高橋 享（読みは同じ）。

## 来歴・人物
福岡県出身。身長163cm。体重57kg。血液型はA型。かつてはウイットプロモーションに所属していた。
現在は気象予報士としても活動している。
2003年10月8日から2005年9月21日までは下野紘・石井一貴・宮本克哉らと共に声優ヴォーカルユニット「Root」として活動していた。Rootを脱退後は、さかもと聖朋と「クラージュ」というユニットを組んでいた。

## 出演作品

### テレビアニメ
2004年
- ジパング（みらい乗組員、東進丸乗務員、防衛大の後輩）

2005年
- 名探偵コナン（警官B、救急隊員）

### ゲーム
2004年
- Cherryblossom 〜チェリーブロッサム〜（松岡士朗）
- 帝国千戦記（煉邦）
- 帝国千戦記 千夜の夢（煉邦）

2008年
- ほしがりエンプーサ（九条雪人）

2010年
- TAKUYO Mix Box 〜ファーストアニバーサリー〜（松岡士朗）

### CD
- 神様お願い…強さを味方につけて…

### BLCD
- 帝国千戦記（煉邦）

### その他
- あっとボイスTV